# Vayre
Le Vayre est une rivière du sud de la France, sous-affluent du Tarn et de la Garonne.

## Géographie
De 14,6 km de longueur, il prend sa source sur la commune de Gramond, dans l'Aveyron et se jette dans le Lézert en rive droite sur la commune de Naucelle.

## Principaux affluents
- Ruisseau du Ran, 3,7 km
- Ruisseau de Longueserre, 3 km

## Départements et villes traversées
- Aveyron : Baraqueville, Gramond, Naucelle, Sauveterre-de-Rouergue, Quins.